# المساحل (شرس)

تعديل مصدري - تعديل

المساحل هي إحدى قرى عزلة شرس الاسفل بمديرية شرس التابعة لمحافظة حجة، بلغ تعداد سكانها 60 نسمة حسب تعداد اليمن لعام 2004.